# Christian Houétchénou
Christian Houétchénou, né le 13 avril 1976 à Cotonou, de son nom complet Christian Mawugnon Houétchénou est un homme politique béninois.
Il est depuis le 30 mai 2020 maire de la ville historique de Ouidah au Bénin.

## Biographie
Christian Houétchénou est né à Cotonou le 13 avril 1976. Il est titulaire d'une maîtrise universitaire en science économique et d'un diplôme d'études supérieures spécialisées (DESS) de l'université d'Abomey-Calavi.

### Vie professionnelle
Christian Houétchénou occupe plusieurs fonctions avant ce poste politique. Il est notamment conseiller technique à la Deutsche Gesellschaft für Internationale Zusammenarbeit (GiZ), chef de la coopération financière décentralisée et opérateurs de l'État à la direction générale du budget (DGB). Hormis cela, il est chef de la division collectivité locale et chef suivi et évaluation chargé des études au ministère des Finances.

### Vie politique
Christian Mawugnon Houétchénou est coordonnateur communal de l'Union progressiste à Ouidah. Il est porté à la tête du conseil communal de la cité historique le 30 mai 2020 par 28 voix pour et 1 contre,,. Le nouveau maire est assisté de Gnida René et Sabine Fourn respectivement 1er et 2e adjoints au maire, dans cette ville dont la population est estimée, lors du recensement de 2013 (RGPH-4), à 162 034 habitants.